# 현남국민학교 백자분교
현남국민학교 백자분교는 대한민국 경상북도 청송군 현서면에 있었던 국민학교 분교이다.

## 연혁
- 1967년 3월 1일 현남국민학교 백자분실 개설
- 1968년 11월 8일 현남국민학교 백자분교 설립 인가
- 1969년 7월 25일 백자분교장 개교
- 1994년 ?월 ??일 제??회 졸업식(누계: 136명)
- 1994년 3월 1일 폐교 및 현남국민학교 통폐합